# Kambul, Motul
Kambul är en ort i Mexiko.   Den ligger i kommunen Motul och delstaten Yucatán, i den östra delen av landet, 1 100 km öster om huvudstaden Mexico City. Kambul ligger 9 meter över havet och antalet invånare är 185.
Terrängen runt Kambul är mycket platt. Runt Kambul är det ganska glesbefolkat, med 47 invånare per kvadratkilometer. Närmaste större samhälle är Motul, 8,4 km väster om Kambul. I omgivningarna runt Kambul växer i huvudsak lövfällande lövskog.